# Нуитсия
Нуитсия (также нутсия, лат. Nuytsia) — монотипный род цветковых растений, включённый в семейство Ремнецветниковые (Loranthaceae). Единственный вид — нуитсия оби́льноцвету́щая, или рожде́ственское де́рево (Nuytsia floribúnda) — полупаразитическое дерево из Западной Австралии.

## История описания и название
Первое европейское упоминание нуитсии относится к январю 1627 года, когда экспедиция голландского исследователя Питера Нёйтса (1598—1655), будущего губернатора Формозы, по западной Австралии с кораблей заметила эти красивоцветущие деревья. Как новый вид нуитсия была описана только в 1805 году Жаком-Жюльеном де Лабиллярдьером — в составе рода Ремнецветник (Loranthus). Видовой эпитет «flōribundus», выбранный французским учёным, означает «(обильно) цветущий». В 1831 году Роберт Броун на основании отличий в строении плода выделил это растение в монотипный род, назвав его в честь Нёйтса. Однако, поскольку Броун не дал роду необходимого описания, а лишь употребил новое название «Nuytsia floribunda», выделение этого рода им не являлось действительным. В 1834 году Джордж Дон исправил ошибку Броуна, в книге A General History of the Dichlamydeous Plants опубликовав диагноз рода.
Тривиальное англоязычное название растения — «Western Australian Christmas tree», то есть «западноавстралийское рождественское дерево», указывает на его время цветения: нуитсия цветёт в ноябре — январе, в самой середине австралийского лета.

## Ботаническое описание
Полупаразитическое дерево, иногда — кустарник. Стволы вздутые, часто многочисленные, до 7—12 м высоту и до 1 м в диаметре, с серой корой. Молодые веточки утолщённые, суккулентные. Листья очерёдные, суккулентные, простые, линейные, с заострёнными или тупыми концами, оливково-зелёные, 4—10 см длиной и 0,3—0,8 см шириной, листья при основании молодого прироста редуцированы, чешуевидные.
Цветки собраны в многоцветковые кистевидные конечные соцветия. Бутоны зеленовато-жёлтые до лимонных, при распускании цветки ярко-оранжевые. Прицветники ланцетовидные в количестве 3 под каждым цветком, из которых один превышает по длине два других, небольшие во время цветения, затем нередко увеличивающиеся. Лепестки свободные, в количестве 6, линейной формы. Чашечка с 6 неравными долями. Пыльники срединно-приросшие к тычиночным нитям. Завязь с 3 или 4 неравными гнёздами.
Соцветия нуитсии источают медовый аромат, привлекающий пчёл, ос и других насекомых. Нектар также служит пищей для западных шилоклювых медососов и других медососовых.
Плод — трёхкрылый кожистый сухой орешек, переносимый ветром.

### Механизм паразитирования
Хозяевами для нуитсии могут служить самые разнообразные растения — от других деревьев и кустарников до злаков и двудольных однолетников, в том числе интродуцированных. Описаны примечательные случаи паразитирования этого дерева на моркови и пырее. Корни с гаусториями нуитсии распространяются вокруг растения на 50—100 м и более.
Для этого растения свойственен уникальный механизм проникания гаусторий в корни растений-хозяев. Корни нуитсии оплетают корни хозяина, после чего боковые гаустории образуют склеренхиматический аппарат, вследствие специализированного роста клеток проникающий в корень, в итоге полностью отрезая его часть от основного растения. «Отрезанная» часть корня погибает, а нуитсия образует паренхиматические отростки вглубь среза, в ксилему живого растения. Вода и минеральные вещества из сосудов хозяина под действием сильного давления, вызванного существенной разностью водного потенциала в паразите и хозяине, проходят через несколько слоёв паренхимы этих отростков и попадают в проводящие сосуды нуитсии.

## Ареал
Нуитсия — эндемик юго-запада Западной Австралии. На северо-запад ареал заходит простирается до реки Мерчисон, на восток — до Большого Австралийского залива. Произрастает на открытых местах, в лесах и зарослях кустарников на песчаных почвах — на чистом песке, на суглинках со значительным количеством песка, поверх глинистых, гранитных, песчаниковых, латеритовых почв.

## Значение
Известны неоднократные случаи «разрезания» гаусториями нуитсии зарытых электрических кабелей, что приводило к короткому замыканию.
Племя нунга, называвшее это дерево «муджар», использовало его древесину для вырезания щитов. Поросль и сок, выделяющийся из повреждений коры, употреблялись ими в пищу. Корни нуитсии, забирающие влагу у всех окружающих растений, использовались в качестве источника воды в период жаркого лета.
Нунга полагали, что муджар — деревья, на которых обитают души умерших до окончательного ухода в загробный мир.
Нуйтсия — весьма декоративное растение, однако выращивается крайне редко из-за сложностей в производстве взрослых растений. Семена прорастают хорошо, а черенки легко дают корни, однако полученные таким образом саженцы в условиях культивирования обычно не доживают до возраста более двух лет. Известны единичные случаи успешного выращивания нуйтсии в садах Западной Австралии: один — из семян, когда хозяином полупаразита служил пырей ползучий, ещё один — из черенка, в качестве хозяина использовалось азиатское растение лагерстрёмия.

## Классификация
|  |                                      |  |                                                               |                                                               |                            |  | ещё 6 семейств, в том числе Санталовые и Олаксовые (согласно Системе APG III) |                                                             |                                                             |                             |
|  |                                      |  |                                                               |                                                               |                            |  |                                                                               |                                                             |                                                             | вид Нуитсия обильноцветущая |
|  |                                      |  |                                                               | порядок Санталоцветные                                        |                            |  |                                                                               |                                                             | род Нуитсия                                                 |                             |
|  |                                      |  |                                                               | порядок Санталоцветные                                        |                            |  |                                                                               |                                                             | род Нуитсия                                                 |                             |
|  | отдел Цветковые, или Покрытосеменные |  |                                                               |                                                               | семейство Ремнецветниковые |  |                                                                               |                                                             |                                                             |                             |
|  | отдел Цветковые, или Покрытосеменные |  |                                                               |                                                               |                            |  |                                                                               |                                                             |                                                             |                             |
|  |                                      |  | ещё 58 порядков цветковых растений (согласно Системе APG III) | ещё 58 порядков цветковых растений (согласно Системе APG III) |                            |  |                                                                               | ещё более 75 родов, в том числе Ремнецветник и Пситтакантус | ещё более 75 родов, в том числе Ремнецветник и Пситтакантус |                             |
|  |                                      |  |                                                               | ещё 58 порядков цветковых растений (согласно Системе APG III) |                            |  |                                                                               |                                                             | ещё более 75 родов, в том числе Ремнецветник и Пситтакантус |                             |

### Синонимы
- Loranthus floribundus Labill., 1805basionym
- Struthanthus floribundus (Labill.) Blume, 1830

## В других темах
В 1970 году по названию этого характерного западноавстралийского дерева был назван непериодический ботанический журнал Nuytsia (ISSN 0085-4417), выпускаемый Гербарием Западной Австралии в Перте. В настоящее время главным редактором журнала является Кевин Ричард Тьеле, куратор гербария.